# 程元斟

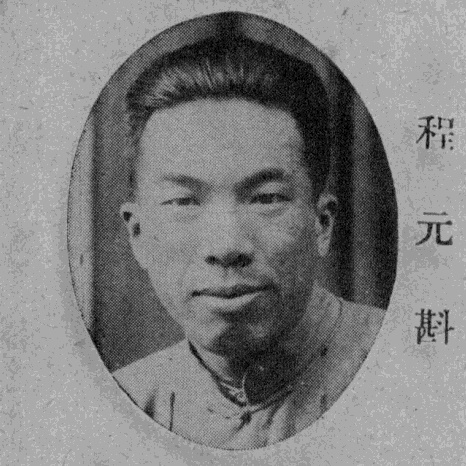
《民国名人图鉴》中的程元斟照片

程元斟（1899年—？），男，安徽凤阳人，中华民国及中华人民共和国政治人物。

## 生平
程元斟生于1899年（清光绪二十五年）。毕业于北京大学。曾任中国国民党北京市党部常务委员。1926年，南下参加北伐，曾任国民革命军东路军第三路指挥部政治部宣传科科长、秘书兼福建党政训练所教务长、《民国日报》总编辑等职务。1927年回到南京从事党务工作。不久，赴上海创办《民众日报》。1929年夏，任交通大学注册主任。1930年，赴加拿大任《新民国》总编辑。1931年归国，任《中央导报》编辑、中央宣传委员会设计委员等职务。1932年春，任国民政府财政部秘书。1933年，任国民政府立法院简任秘书。1946年1月14日，任国民政府立法院第四届立法委员。1948年5月，当选行宪第一届立法院立法委员。
第二次国共内战末期，程元斟未赴台湾，而选择留在中国大陆。1950年，程元斟等人因“附逆，均已奉明令通緝”，被中华民国撤销立法委员职务。中华人民共和国时期，程元斟任西北大学教授。1957年反右运动发生，此后西北大学教授程元斟被打成“右派”。